# Villada (Argentina)

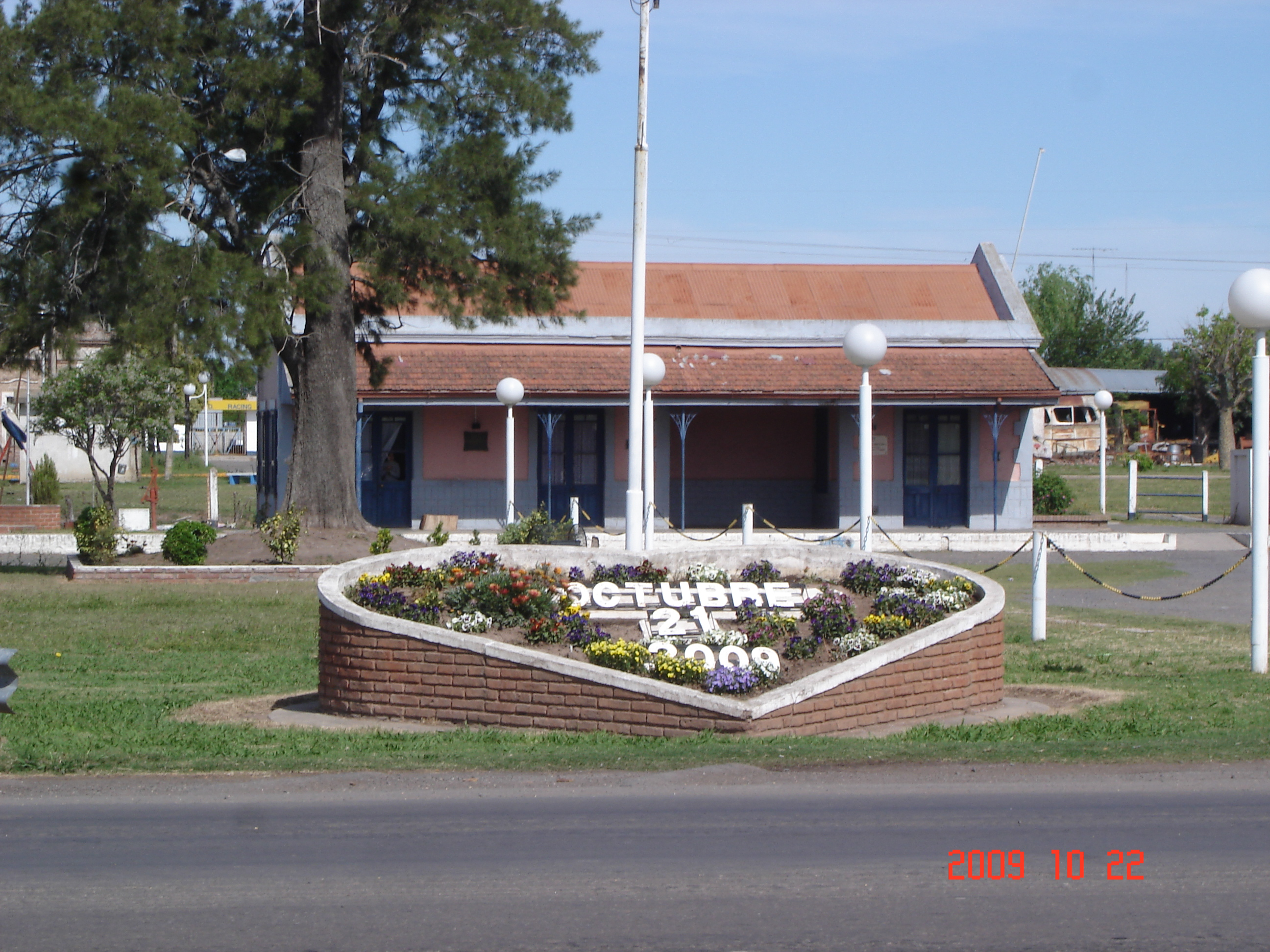
Estación de ferrocarril de Villada

Villada es una localidad del departamento Caseros, provincia de Santa Fe, Argentina.
Se ubica sobre el km 700 de la ruta nacional 33, a 12 km de Firmat, a 43 km de Casilda (Cabecera Departamental) y a 95 km de Rosario.

## Población
Cuenta con 1,283 habitantes (Indec, 2010), lo que representa un descenso frente a los 1,332 habitantes (Indec, 2001) del censo anterior.
| Gráfica de evolución demográfica de Villada entre 1991 y 2010 |
|                                                               |
| Fuente: Censos nacionales del INDEC                           |

## Nacimiento del pueblo de Villada
El Ferrocarril Oeste Santafesino fue determinante en el desarrollo de la región donde se sitúa Villada.
En el año 1888 se habilitó el tercer ramal que llegaba hasta Melincué, fue justamente el 19 de agosto de 1888, cuando se realizó el viaje inaugural del tren. De esta forma quedó habilitada por primera vez la estación del ferrocarril, con el nombre de Villada.
Es por eso que hoy se toma ese día como la fecha de fundación del pueblo Villada.
El 19 de agosto de 1888 es el día en que por primera vez se denomina al poblado con un nombre y una estación propios. Este hecho no solamente afirmó la vida de la comunidad preexistente, reconociéndola como tal, sino que a través de la estación ferroviaria, todas las actividades productivas del campo, adquirieron una renovada dinámica.
En esa misma fecha quedó fundada no solamente la estación del ferrocarril, sino también, el pueblo; es decir, el rectángulo de mil metros cuadrados dividido en manzanas y éstas a su vez, en lotes de 10 x 30, 10 x 40 y 10 x 50 metros.
Desde ese momento, comenzarían a desarrollarse, en el núcleo urbano, todas las instituciones y actividades que hacen a la vida de una comunidad progresista.
En cuanto a sus datos geográficos actuales, Villada es un pueblo. Este se compone de 17.000 hectáreas. Pertenece al Departamento Caseros (creado por ley de diciembre de 1890, situado en el sur de la provincia de Santa Fe. El pueblo es atravesado por la Ruta Nacional N.º 33 y por las vías ferroviarias.
Actualmente la línea que pasa por Villada pertenece al Ferrocarril General Mitre.

## Toponimia
El origen del nombre de muchos pueblos de la provincia, es muy variado. En algunos casos se tomaron vocablos indígenas, como Melincué (del que hay tres versiones sobre su significado: cuatro lagunas, cuatro papas o Melín, que era el nombre de un cacique) del que no caben dudas acerca de su origen araucano.
En otros casos, se designó al pueblo con el nombre de los propietarios de la colonia agrícola (por ejemplo, Gödeken) o con un nombre que al colonizador le resultase grato o familiar (por ejemplo, Casilda era el nombre de la madre de Carlos Casado).
El contrato por la construcción del ferrocarril firmado entre Casado y el gobierno, dejó sentado que, de común acuerdo entre ambos, se determinarían los parajes del recorrido y sus nombres. 
Villada fue la parada número siete, partiendo desde Rosario; precedida por Pérez, Zavalla, Pujato, Villa Casilda, Sanford y Chabás y sucedía en el trayecto por Firmat y Melincué.
El nombre de Villada también fue elección de Carlos Casado. Parece ser que lo puso en conmemoración de su villa natal: Villa Villada, situada en la provincia de Palencia (España).

## Edificios históricos
- Ferrocarril del pueblo
- Biblioteca Popular "Mariano Moreno"
- Parroquia "San Carlos Borromeo"
- Sala Cultural "Claudio Zoela"
- Sociedad Española
- Estancia Van Zuylen
- Sub Comisaría 3° UR IV

## Instituciones
"Juzgado de paz y oficina de registro civil"
De acuerdo a datos extraídos del Archivo General de la provincia de Santa Fe, en agosto de 1915 se crea una Oficina de Registro Civil, con asiento en esta localidad designándose Jefe de la misma, a don Heradio Ronda(T. 1915.2.47). En noviembre de 1915 por decreto del Gobernador de la provincia, se crea el juzgado con asiento en Villada (T 1915.2.47).El 19 de enero de 1916, encontrándose vacante en el cargo de juez de paz de Villada, creado por decreto de 18 de noviembre

## Parroquia de San Carlos Borromeo
La fundación de la iglesia de Villada fue una de las primeras inquietudes que reunió al pueblo para resolver una aspiración compartida por toda la comunidad. Así, el primero de julio de 1908 se constituyó la primera Comisión pro-templo y sus integrantes fueron: Juan Giulliand, Antonio Paoloni, Manuel Velasco, Roman Cofre, Silvio Giovanini, Joaquín Masía, Eradio Ronda.
El terreno para la edificación del templo fue cedido por la Sociedad Civil Sucesores Carlos Casado, ya que por ley provincial del 4 de diciembre de 1889, las empresas encargadas de vender los lotes en los pueblos de conformación reciente, estaban obligadas a dar las parcelas para la construcción de la capilla, la escuela y el Juzgado de Paz. 
El sitio destinado a la iglesia fue escriturado a nombre del Obispado de Santa Fe. Se designaron en aquel entonces los miembros honorarios de la Comisión, que fueron el gobernador de Santa Fe Pedro Echagúe, Salvador Maldonado y Víctor Van Zuylen.
Las señoras Cofré y Paolini, fueron nombradas para convocar la Comisión de Damas.
El 8 de julio de 1908 se realizó la primera colecta entre los vecinos de la Colonia y el pueblo, para iniciar las obras. En agosto de ese año, ya habían sido donadas 3 imágenes y se habían recaudado 175 pesos.
En estos tiempos, la cantidad de empresarios y comerciantes que se desempeñaban en Villada, permitieron ver el activo desarrollo del núcleo urbano. Estos hombres tuvieron un rol muy importante en todo lo referido al progreso de las distintas instituciones. En el caso del templo, brindaron su constante apoyo, ya sea integrando comisiones, con aportes materiales o participando en todos los eventos destinados en recaudar fondos.
Es interesante recordar como los pobladores de Villada debieron resolver una diferencia que se suscitó con el Obispado de Santa Fe. Sucedió que la Comisión Pro-Templo había decidió por mayoría absoluta, dedicar la futura iglesia a San Carlos Borromeo. Con verdadera sorpresa, la Comunidad de Villada recibió una carta del presbítero de Firmat, el padre Cosme Banci, en la que expresaba haber sido designado por el Obispo de la diócesis de Santa Fe para visitar e informar sobre la construcción del Templo de Villada que sería ofrecido a Santa Teresita del Niño Jesús. Inmediatamente la comisión Pro-Templo elevó una protesta a las autoridades eclesiásticas y finalmente fue aprobada la dedicación del templo a San Carlos.
Con el transcurso del tiempo la construcción del Templo fue sufriendo progresos y detenciones. Las comisiones Pro-Templo cambiaban y con ellas las decisiones para continuar las obras.
Santo Patrono
- San Carlos Borromeo, cuya festividad se celebra el día 4 de noviembre

## Comuna de Villada
- Origen de la Institución

Un grupo de vecinos de Villada, elevó un escrito al gobierno provincial solicitando la creación de una Comisión de Fomento, a fin de lograr la administración comunal. El pedido fue respondido y de acuerdo con la ley N°1368 del 29 de mayo de 1907 sobre Comisiones de Fomento, el Superior Gobierno de la provincia, promulgó el decreto con fecha 22 de marzo de 1909 por el cual quedó creada la Comisión de Fomento de Villada, señaló su jurisdicción y se determinaron los límites del sector rural, que aún no estaban fijados con precisión.
La forma poligonal original del distrito se mantiene hoy igual solamente se han modificado sus denominaciones.
El 29 de marzo de 1909 se labró la primera acta comunal, donde quedaron sentados los nombres y funciones de los miembros de la Comisión de Fomento. Sus integrantes fueron, inicialmente, tres: presidente, vice y tesorero.
Cumplidas las exigencias de la Ley, la Comisión de Fomento, entró en funcionamiento organizando los libros referentes a la administración comunal. El reglamento de la Comisión de Fomento del 5 de abril de 1909, terminó de especificar la Ley para su mejor aplicación, facilitando el desempeño de las comisiones, principalmente de las que habían sido integradas en tiempos recientes, como de la Villada.
Dentro del marco descrito, comenzaron a sucederse los distintos mandatos de la Comisión de Fomento. Los cambios, marchas y contramarchas de éstas, fueron en varias ocasiones, el reflejo de las circunstancias por las que el país atravesaba. Sin embargo, esto no fue determinante en las gestiones de los hombres que se desempeñaron como funcionarios comunales. El progreso del pueblo dependió, en gran medida, de la iniciativa de ellos.

## Club Social y Deportivo Racing de Villada
Hacia 1927 se formó en Villada el club llamado Juventud Unida: practicaba fútbol libre en partidos amistosos, no se sabe mucho más sobre el destino de esta primera agrupación.
En los años 30 entre los villadenses aficionados al fútbol nació la idea de organizarse para practicarlo en forma disciplinada y así poder combatir con poblaciones vecinas. 
De este modo el 14 de julio de 1937 en una asamblea general de vecinos, se resolvió la creación del Club Atlético Social Deportivo.
El flamante club tuvo una activa vida social en lo deportivo solo incursionó en el fútbol. En 1939 ingresó en la Liga Casildense y desde entonces conquistó numerosos trofeos.
En 1945 integrando la primera división de la Liga jugó la final del Torneo Oficial. Le tocó enfrentarse con el Club Atlético Alumni de Casilda. Aún hoy cuenta la anécdota que dio origen a la rivalidad de los cuadros de Villada y Casilda, que todavía se conserva: sucedió que el Social Deportivo perdió en el tiempo suplementario por la mínima diferencia. Para poder fue al atardecer, cuando parecía que el encuentro finalizaría con un empate.
Entre los futbolistas destacados por su buen juego y su amor al club figuraron: Fernando Tribu, Miguel Ramos, Ernesto Pretuzzi, Juan Carlos Bernardi, Donato Intinangelo, Antonio Balich, Lorenzo Cruceño, Manuel González, Juan Ramírez, Bartolomé Muñoz, Alfredo Bustos, Bernardo Vega y muchos más.
Los colores originales de la camiseta deportiva fueron amarillos con vivos negros y en algunas oportunidades rayas verticales verdes y blancas.
Los años 47 y 48 fueron de escasa actividad para el Social Deportivo. Durante 1949 reingreso a la Liga Casildense de la que se había separado tiempo atrás. En 1950 en una Asamblea General de socios se votó a favor de la fusión con el joven club Defensores de Racing.
A principios de 1948 surgió un grupo de jóvenes villadenses la inquietud de crear una entidad social y deportiva con bases sólidas, que le permitieran desarrollarse y crear junto con el pueblo.
Aquellos muchachos pensaron en darle vida a una institución cuya permanencia no dependiera del entusiasmos de unos pocos sino que contara con una organización que garantizara su existencia. así en una asamblea convocada en 30 de julio de 1948 se resolvió la creación del "Club Atlético Defensores de Racing". Su primera comisión directiva la integraron: A. Pucchio, presidente y Lino Petroselli, vice, Aurelio Zamponi, secretario, Juan Budrovich, tesorero, entre otros.
Desde sus comienzos el club desarrolló una intensa actividad deportiva y social. Rápidamente conquistó el apoyo de la mayoría de los pobladores.
Los dirigentes respectando las metas fijadas, el 23 de julio de 1949 obtuvieron la adjudicación de la personería jurídica para la institución (expediente 2240-5-2).
Durante 1950 el Club Atlético Defensores de Racing se encontraba en plena expansión, y fue así cuando recibió la propuesta de unirse con el Social Deportivo luego de su receso de 2 años. Finalmente se decidió concretar la anhelada y necesaria unión.
En la Asamblea General Ordinaria con presencia de los socios de ambos establecimientos se realizó la fusión y el 19 de febrero de 1950 nació el Club Atlético Social y Deportivo Racing. Su primera comisión directiva la integraron: Lino Petroselli, presidente, Miguel Ezcurra, Vice, Ángel Naggi, secretario, Gaspar Zanini, tesorero, entre otros miembros.
Patrimonio y desarrollo del Club
Fueron muchos los sueños y anhelos de realizar grandes obras para el club, pero pese a los esfuerzos de los dirigentes y socios los primeros pasos del club fueron arduos.
A duras penas se podían mantener las prácticas de fútbol que originaban enormes gastos.
En 1967 siendo presidente de la entidad Juan Roca se organizó un exitoso torneo nocturno de fútbol infantil que generó importantes ingresos. De este modo se pudo adquirir un terreno 3/4 hectáreas situado sobre la ruta nacional n.º 33, limitando con la zona urbana. En 1973 se inauguró allí la pileta de natación, quincho y un parque arbolado. El natatorio fue construido gracias a la decisión de un grupo de socios que formaron la Subcomisión Pileta de Natación.
Para las actividades sociales e hizo imprescindible la adquisición de un inmueble así pues se compró el sitio en la esquina de las calles Moreno y Laprida y la sede social se inauguró en 9 de julio de 1983. Desde esa fecha y ya bajo la presidencia de Ángel Pizzichini, el club continuó creciendo.
Por las sugerencias de numerosos socios aficionados al deporte de las bochas en agosto de 1983, se formó la Subcomisión de bochas. El objetivo fue construir un pabellón cubierto y 2 canchas de bochas con medidas reglamentarias con el apoyo de la entidad y del pueblo en general en 2 años la obra se concretó en su totalidad. El 9 de julio de 1985 coincidiendo con el 2.º aniversario de la apertura de la sede social se inauguraron las instalaciones de la nueva sección deportiva.
Durante 1984 procurando la expansión y consolidación del capital de la institución se dispuso la compra de un inmueble situado en el bulevar San Martín y Laprida cuyos salones pertenecían al antiguo bar Arito. En este nuevo local se instaló la biblioteca popular Mariano Moreno, así como también se instaló la secretaría del club.
Siguiendo con los progresos y atendiendo al aspecto deportivo durante 1985 se adquirió un transporte colectivo con capacidad para 40 personas sentadas, que desde entonces ha prestado gran utilidad a los deportistas principalmente a los infantiles.
El club posee una escuela infantil de fútbol creada en 1981. En 1987 se realizó un torneo internacional de fútbol infantil y el club Racing fue sede central. Los participantes fueron los clubes: Antofagaste de Chile, Botafogo de Brasil y Wanders de Uruguay. Intervinieron también además el Sportivo Desamparados De San Juan, Sportivo Deboto de Córdoba y otros clubes de localidades vecinas.
Este gran evento motivo la remodelación del campo de deportes, cambios de alambrado olímpico, mejoras en los vestuarios, construcción del túnel de acceso a la cancha, refacción del frente, etc.
Elo torneo se convirtió en una fiesta para todos los concurrentes.
En 1986 se adquirió una estructura metálica parabólica de 20 metros de ancho por 27 de largo, destinada a la concreción de un antiguo proyecto: hacer un gimnasio cerrado en el que se puedan desarrollar todo tipo de actividades deportivas y sociales.
En el 1989 se inaugura la Mutual del Club.
El 14 de febrero de 1993 se inaugura el gimnasio cubierto.
El 13 de noviembre de 1994 se inaugura la cancha de tenis, ubicada en el predio en donde se encuentra la pileta de natación.
En el año 2003 Don Pascul Mecozzi y flia donó el predio, de 1275 metros cuadrados, para nuestra nueva cancha.
El 14 de mayo de 2005 se reinauguró la sede social totalmente refaccionada, también se termina el piso y el desagüe del gimnasio cubierto para poder reutilizarlo.
En el 2010 se concluyó la escrituración de todos los bienes raíces del club.
El club tiene jugadores que son actualmente considerados "Emblemas" de nuestro club. Alberto "Pettino" Dovichi es uno de ellos, quien en 1979 se consagró campeón con el seleccionado de la Liga Casildense. Otro es Javier "Pata" Bouvier, quien también integró el seleccionado de la Liga Casildense en 1993.
Actualmente el club Racing no está jugando en la Liga Casildense, solamente juegan las categorías inferiores.
Jugadores Profesionales
Fueron numerosas las personalidades deportivas, locales y foráneas que pasaron por el Club Racing, dejando un sinfín de imborrables anécdotas.
Entre aquellos que descollaron y pasaron al fútbol profesional, se encuentra el arquero José Pedro Azcurro, quien en Villada vistió la camiseta del antiguo Social Deportivo.
Sus cualidades futbolísticas lo condujeron al Club Newell Odl Boy`s de Rosario y luego de varias temporadas, pasó al San Cristóbal de Brasil.
Otro gran jugador villadense fue Néstor Clausen, quien dio sus primeros pasos deportivos en e Club Racing, de la séptima división de jugadores pasó a la sexta y de esta fue transferido a Independiente de Avellaneda, donde ingresó en la primera división. Fue seleccionado para el equipo juvenil que se clasificó campeón del mundo y para el equipo que participó y triunfó en el campeonato de México en 1986.
También ha jugado en Racing Club, Fc Sion y Arsenal de Sarandí.
Actualmente es director técnico.
Maximiliano Cuberas también surgió en las inferiores del Club Racing. Sus cualidades Futbolísticas lo llevaron a jugar en Rosario Central(1992-1993)(1997-2001), Colón de Santa Fe(1993-1997), Toluca de México (2001-2004), luego retorno a la Argentina para jugar en Lanús(2004-2006) y se retiró del fútbol en Ferro Carril Oeste(2006-2008)
Actualmente es ayudante de campo.
Títulos
En 1960 la segunda división del Club Racing se consagró campeón.
En 1976 la sexta división obtuvo el campeonato.
En 1981 se obtuvo el primer y único campeonato de primera división en la División B. Sus rivales fueron Atlético Pujato, de la localidad de Pujato, Juventud Unida, de Casilda, Central Argentino, de Casilda y el Club Atlético Sanford, de Sanford.
En 1986 la Sexta División volvió a consagrarse campeón. El equipo se mantuvo invicto durante el torneo (todos los partidos ganados, solo un empate).

## Monumentos Históricos
- Monumento a la Madre. Homenaje de los ciudadanos para las madres.Villada 29 de agosto de 1959.
- Monumento al Gral. José de San Martìn. La Comuna de Villada en el 132.º aniversario de su muerte, 17 de agosto de 1982.
- Homenaje a Domingo Faustino Sarmiento en el Centenario del Pueblo 1888-1988. La Comuna de Villada en el 94.º de su muerte 1888-1982
- Monumento a la Paz. Villada 21 de septiembre de 2009.

=

## Parajes
- Colonia Van Zuylen
- La Pampa
- Los Prados

## Deportes en general
Ciclismo
Hacia 1956 se fundó en Villada un club ciclista llamada "Pedal Cicles Club" dedicado a la práctica de carreras en circuitos trazados en la zona urbana del pueblo. Su comisión la integraron los señores Claudio Zoela, H. Pinto, P. Acuña, H. Zulpo, Pedro Dalmolin y Rubén Montero. En las pruebas ciclísticas participaron valores de la talla de Héctor Acosta, José Flores y Hernan Conis de Rosario; Domingo Beltrame, Domingo Valdez y Danilo Moyano de Casilda y muchos más de localidades vecinas. Los ciclistas villadenses fueron: C.Duto, C. Zoela, F. Vega, Fermín Moreira, A. Menna y Juan Carlos Muñoz.Entre estos, Danilo Mujica tuvo un brillante desempeño en Rosario, Firmat y Venado Tuerto.
Box
En Villada también se practicó el pugilismo.Se destacaron Nelio Negro y Juan Kovacevic, quien participó en el torneo "Guante de Oro" en 1951.Pocho Oyarzabal y Antonio Monez se desempeñaron con éxito, al igual que Cachito Córdoba y el italiano Tulio Fossari que en la década del '30 vivió en Villada.Posteriormente fue campeón santafesino, llegando a boxear en el Luna Park.
Bochas y natación
Ambos deportes se realizaban en el ámbito del "Club Racing". Podemos destacar el desempeño de los profesores de natación desde la apertura de la pileta. Son: Fioravanti, Indelangelo, Eduardo Indelangelo, Federico Luchi, Roberto Broglia y Walter Ferroni.
Motociclismo
Un buen motociclista en los años '60 fue el joven italiano Nelio Stachiotti, quien se afincó en Villada y compitió con gran éxito, representado la localidad en Rosario, Casilda y Carcarañá.
Automovilismo
Allá por 1950 comenzó a destacar en estas lides el señor Miguel Ezcurra, corría con un auto "Ford T", junto con otros deportistas como Caparros, Colombo, Migliore y Loefel.
En la categoría "T.C65" actuaron con numerosos trinfos Roberto Ibarlucea y Raúl Indelángelo. Junto a ellos se inició el joven Néstor Benseny, quien luego de una veloz trayectoria se consagró, en 1987, campeón de la categoría "T.C Venadense".
Es ya una tradición en las localidades del sur de la provincia la formación de "peñas automovilísticas" para trabajar en grupos en la preparación de los autos de competición. En Villada hubo dos: "Don Juan" y "La Llave Perdida".
"La Llave Perdida" fue creada el 20 de octubre de 1967. Su nombre surgió a raíz de un hecho protagonizado por uno de sus miembros, que extravió una herramienta (una llave) de gran utilidad. Luego de una fatigosa búsqueda, fue encontrada casualmente en el cárter de un motor.
La comisión de la peña la integraron: Héctor Gessé, José Alcibararechuluaga, Antonio Juárez, Rodolfo Romero, Guido Cocitto, Abel Moroso, Claudio Zoela, Hugo Turella, Remo Bellato, Oscar Pereda, Héctor Pierabella, Luis Martínez, Rubén Montero, José Bellato, Alejandro Gardella, José Vega, Alberto Menna, Nicolás Yocco, Felipe Pérez, Raúl Cuberas, Edmundo Quintanilla, Heraldo Pinto y Jorge Pierabella. 
En 1967 la peña adquirió un auto de competición y se designó piloto oficial al señor Guido Coccito. El 28 de julio de 1968 debutó en la localidad de Montebuey. Son muchísimas las anécdotas que aún hoy diviertan al recordarlas. Merece ser contada aquella oportunidad en que se disputaba una competencia en la localidad de Bigand. La deficiente actuación del auto impidió su clasificación en las series, por lo que participó del "repechaje" junto con 10 competidores más. En ese momento, el coche de "La Llave Perdida" marchaba en último lugar, pero de repente cruzó la línea de llegada primero. Sucedió que los 9 competidores restantes habían abandonado.
La peña fue disuelta en 1971 y sus bienes se transfirieron a la cooperadora de la Escuela N.º 209 de Villada.
La peña "Don Juan" nació el 25 de julio de 1968. La integraban, entre otros: Juan Bora, Idilio Taloni, Juan Pérez y Pedro Dulcich. En el taller de este último construyeron totalmente un coche monoplaza con motor "Jeep IKA". Los señores Pizzo y Miranda prepararon la máquina. Su piloto oficial fue Oscar Pizzo y posteriormente Carlos Tardini. Ambos Corredores tuvieron un excelente desempeño.
Finalmente, podemos mencionar la brillante actuación de Jorge Pinto, que llegó a competir en Fórmula 4 en Rosario y en la mayoría de las categorías automovilísticas de Santa Fe.
Unos años atrás incursionó en el automovilismo zonal otro hombre de Villada: Norberto Beiletti, quien junto a su primo Rubén Beiletti compitió en Turismo Venadense, contribuyendo a mantener vivo el interés por este deporte.